# Aspidogyne hylibates
Aspidogyne hylibates es una orquídea terrestre originaria de los trópicos de Sudamérica.

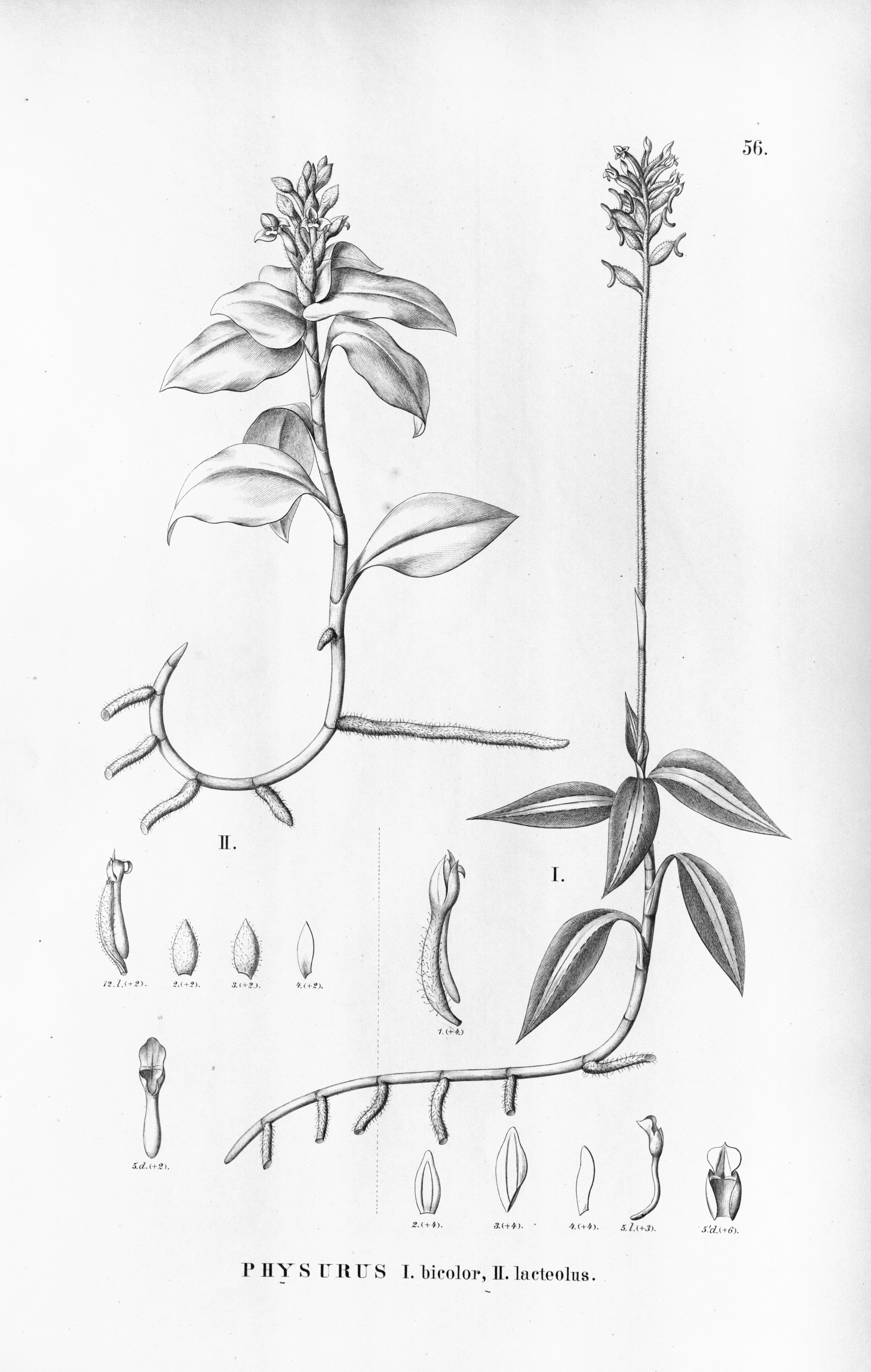
Ilustración

## Descripción
Es una orquídea de tamaño pequeño, que prefiere un clima cálido con hábito creciente terrestre con un tallo erecto, frondoso con mayor dimensión arriba, con hojas basales elípticas, y agudas. Florece en una inflorescencia erecta, terminal, de 3,75 cm de largo, con varias flores.

## Distribución y hábitat
Se encuentra en el sureste de Brasil

## Taxonomía
Aspidogyne hylibates fue descrita por (Rchb.f.) Garay y publicado en Bradea, Boletim do Herbarium Bradeanum 2: 202. 1977.
Etimología
Aspidogyne: nombre genérico que viene del griego aspis, "escudo", y gyne, "hueco", con referencia a los grandes márgenes de curvas de sus flores, que se asemejan a un escudo.
hylibates: epíteto
Sinonimia
- Erythrodes humulis (Cogn.) Ames
- Erythrodes hylibates (Rchb.f.) Garay & Pabst
- Erythrodes lacteola (Barb.Rodr.) Ames
- Physurus humilis Cogn.
- Physurus hylibates Rchb.f.
- Physurus lacteolus Barb.Rodr.[4][5]